# 夢先案内人
「夢先案内人」（ゆめさきあんないにん）は、1977年4月1日に発売された山口百恵の17枚目のシングルである。発売元はCBSソニー。「パールカラーにゆれて」以来となる自身4作目のオリコン1位を獲得した。

## 概要
A面曲「夢先案内人」は、冒頭から流れるエコーの効いたエレキギターのアルペジオが幻想的な雰囲気を感じさせる楽曲で、全体的に温かで柔らかみのあるサウンドに仕上げられている。タイトルは ”水先案内人” に倣ったもので、作詞を手掛けた阿木燿子による造語である。詞の内容は多幸感溢れる夢の中の出来事を描いている。
中森明菜が日本テレビ系『スター誕生!』の本選3回目の挑戦で合格した際と、決戦大会でも歌唱した楽曲である。中森はデビュー後も、1985年10月9日に放送された『夜のヒットスタジオ』にて同曲を歌唱している。
B面の「春に吹かれて」は、コミカルな内容の詞に合わせてカリプソのリズムを思わせる編曲が施された楽曲。事務所の後輩である荒木由美子がアルバム『ヴァージン・ロード／渚でクロス』でカバーしている。

### 初期ミックス
「夢先案内人」は発売当初のものと、それ以降、現在もCDや配信でリリースされているものとではミックスが異なっている。原因は不明だが、完成後、最初にプレスされて発売されたシングル盤のサウンドが少しこもり気味となり、煌びやかさや広がりのないものとなっていた。急遽、リミックスされたものと原盤の差し替えが行われ、現在も後者のミックスが原盤として使用されている。初期ミックスはその後は一切使用されておらず、シングル盤のマトリクス番号が「06SH-140-A1」「06SH-140-A2」のものか、シングル盤と同時発売のテープ企画『山口百恵ベスト・ヒット』(CT:25KH-108 8トラック:28YH-108)でのみ聞くことができる。

## 収録曲
| 全作詞: 阿木燿子、全作曲: 宇崎竜童。 |                  |           |            |            |      |
| #                                    | タイトル         | 作詞      | 作曲・編曲 | 編曲       | 時間 |
| 1.                                   | 「夢先案内人」   | 阿木燿子  | 宇崎竜童   | 萩田光雄   | 4:03 |
| 2.                                   | 「春に吹かれて」 | 阿木燿子  | 宇崎竜童   | 馬飼野康二 | 3:45 |
| 合計時間:                            | 合計時間:        | 合計時間: | 7:48       |            |      |

## 品番
- 1977年4月1日 - EP: 06SH 140（シングル）

## 関連シングル
- 1979年9月21日 - EP: 06SH 593（「GOLDEN SINGLE」 片面: イミテイション・ゴールド）
- 1989年3月21日 - 8cmCD: 10EH 3181（「Platinum Single SERIES」 C/W: イミテイション・ゴールド）
- 2004年6月23日 - 8cmCD: MHCL 10032（オリジナル・カラオケ、「百恵白書」 初回紙ジャケ仕様盤）

## 関連作品
夢先案内人
- THE BEST プレイバック
- Again 百恵 あなたへの子守唄
- 33 SINGLES MOMOE
- 山口百恵ベスト・コレクション
- 百恵復活
- 山口百惠ベスト・コレクション〜横須賀ストーリー〜
- 百惠辞典
- ベスト・セレクション Vol.1
- GOLDEN J-POP/THE BEST 山口百惠
- 2000 BEST 山口百恵 ベスト・コレクション
- GOLDEN☆BEST 山口百恵 PLAYBACK MOMOE part2
- 山口百恵ベスト・コレクション VOL.2
- MOMOE PREMIUM update
- Complete MOMOE PREMIUM
- コンプリート百恵伝説
- GOLDEN☆BEST 山口百恵 コンプリート・シングルコレクション
- mydoカードの正しい使い方ご案内CD/CD選書インフォメーションCD（1993年に出光興産のガソリンスタンドでプロモーション用に配布されたCD）

夢先案内人（ライブ音源）
- MOMOE IN KOMA
- 伝説から神話へ -BUDOKAN…AT LAST-
- MOMOE LIVE PREMIUM

夢先案内人（ニューアレンジ＆ボーカル別テイク）
- 百恵回帰
- コンプリート百恵回帰

春に吹かれて
- 百惠辞典
- MOMOE PREMIUM update
- Complete MOMOE PREMIUM

## カバーしたアーティスト
夢先案内人
- 香西かおり - 1993年、アルバム『綴織百景VOL.3 "夢"』収録。2008年、アルバム『エンカのチカラ -SONG IS LIFE 70's-』再録。
- 宇崎竜童 - 1994年、アルバム『しなやかにしたたかに 女たちへ パート2』収録。
- Bibi - 2003年に『月桂冠 "月"』CM曲として歌唱。
- 宮地真緒 - 2003年、「秋桜」収録。
- bird - 2004年、アルバム『山口百恵トリビュート Thank You For…』収録。
- BEGIN - 2012年、アルバム『山口百恵トリビュート・セレクション』収録。
- 柳ジョージ - ノエビアの化粧品CM「コスメティック　ルネッサンス '88 (夏) 」でカバーし[3]、2005年のアルバム『山口百恵トリビュート Thank You For…part2』に新たに収録。
- 原田知世 - 2016年、アルバム『恋愛小説2 -若葉のころ』収録[4]。
- JY(知英) - 2016年、シングル『好きな人がいること』収録[5]。
- 三浦祐太朗 - 百恵の子息・長男。2017年、アルバム『I'm HOME』収録。

春に吹かれて
- 荒木由美子 - 1977年、アルバム『ヴァージン・ロード/渚でクロス』収録。

## 参考資料
- 川瀬泰雄『プレイバック 制作ディレクター回想記』学研マーケティング、2011年2月。ISBN 978-4054047259。